# Romeu Alberti

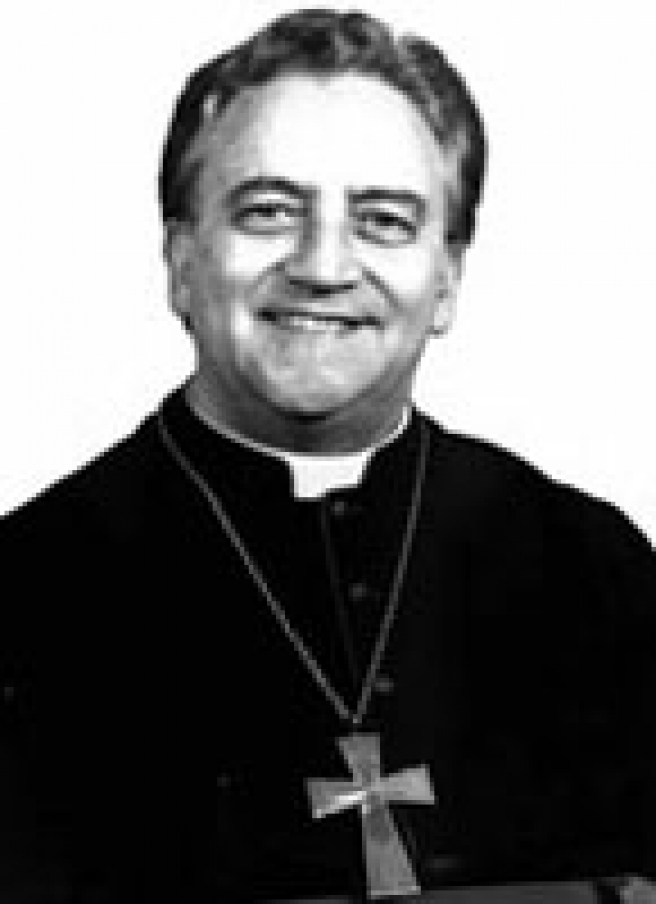
Romeu Alberti

Romeu Alberti (* 21. April 1927 in São Paulo, Brasilien; † 6. August 1988) war ein brasilianischer Geistlicher und römisch-katholischer Erzbischof von Ribeirão Preto.

## Leben
Romeu Alberti empfing am 7. Oktober 1951 das Sakrament der Priesterweihe.
Am 25. März 1964 ernannte ihn Papst Paul VI. zum Titularbischof von Belali und zum Weihbischof in São Paulo. Der Erzbischof von Aparecida, Carlos Carmelo Kardinal de Vasconcelos Motta, spendete ihm am 24. Mai desselben Jahres die Bischofsweihe; Mitkonsekratoren waren der Erzbischof von Ribeirão Preto, Agnelo Rossi, und der Koadjutorerzbischof von São Paulo, Antônio Maria Alves de Siqueira.
Am 22. Februar 1965 bestellte ihn Papst Paul VI. zum ersten Bischof von Apucarana. Papst Johannes Paul II. bestellte ihn am 3. Juni 1982 zum Erzbischof von Ribeirão Preto.
Romeu Alberti nahm an der dritten und vierten Sitzungsperiode des Zweiten Vatikanischen Konzils teil.